# Albert Victor Bäcklund
Albert Victor Bäcklund (11 janvier 1845 – 22 mai 1922 ) est un mathématicien et un physicien suédois. Il est professeur à l'université de Lund et son recteur de 1907 à 1909.

## Biographie
Il est né dans le comté de Malmöhus County, aujourd'hui comté de Scanie, dans le sud de la Suède et est étudiant de l'université de Lund en 1861. En 1864 il commence à travailler à l'observatoire, et obtient son Ph.D. en 1868 pour un travail concernant des méthodes pour déterminer la latitude d'un site d'observations astronomiques. Il obtient le titre de professeur associé en mécanique et en physique mathématique en 1878. Il est élu membre de Académie royale des sciences de Suède en 1888. En 1897 il est nommé professeur.
En 1874 il est récompensé par un voyage d'étude de six mois. Il se rend dans les universités de Leipzig et Erlangen pour travailler avec Felix Klein et Ferdinand von Lindemann.
Son travail le plus important est centré sur l'étude des transformations introduites par Sophus Lie. Il a fait beaucoup progresser la compréhension des transformations de contact ; il a introduit une nouvelle classe de transformations, appelées aujourd'hui transformations de Bäcklund entre les solutions des équations aux dérivées partielles, avec des applications à la théorie des solitons. L'exemple le plus simple sont la partie réelle et la partie imaginaire des fonctions holomorphes, qui vérifient les équations de Cauchy-Riemann et l'équation de Laplace.